# Vlag van Midden-Groningen
De vlag van Midden-Groningen is de gemeentelijke vlag van Midden-Groningen. Het is niet bekend wanneer en door wie de vlag als zodanig vastgesteld is, maar de basis, het logo van de gemeente, werd op 10 mei 2017 onthuld. Logovlaggen worden niet opgenomen in het vlaggenregister van de Hoge Raad van Adel omdat ze zich niet aan de regels van de vlaggenleer houden.

## Beschrijving
De vlag kan worden omschreven als een paarse vlag met in het wit een letter M en een opgeheven boogvorm er bovenop. Onder de M is een tekst gemeente Midden-Groningen geplaatst. 

## Verklaring
De letter M en de opgeheven boogvorm is afgeleid van de locatiemarkering op Google Maps. De boogvorm staat voor de verbindingen die in de gemeente worden gelegd. Ook kan het aangeduid worden als een symbool voor de samenwerking tussen de drie gemeenten die per 1 januari 2018 de gemeente Midden-Groningen hebben gevormd. Het geheel moet volgens de ontwerper de vier kernbegrippen van de gemeente uitbeelden: robuust, verbinding, nuchter en proactiviteit. 
Eemsdelta ·
Groningen ·
Het Hogeland ·
Midden-Groningen ·
Oldambt ·
Pekela ·
Stadskanaal ·
Veendam ·
Westerkwartier ·
Westerwolde